# Nuuk

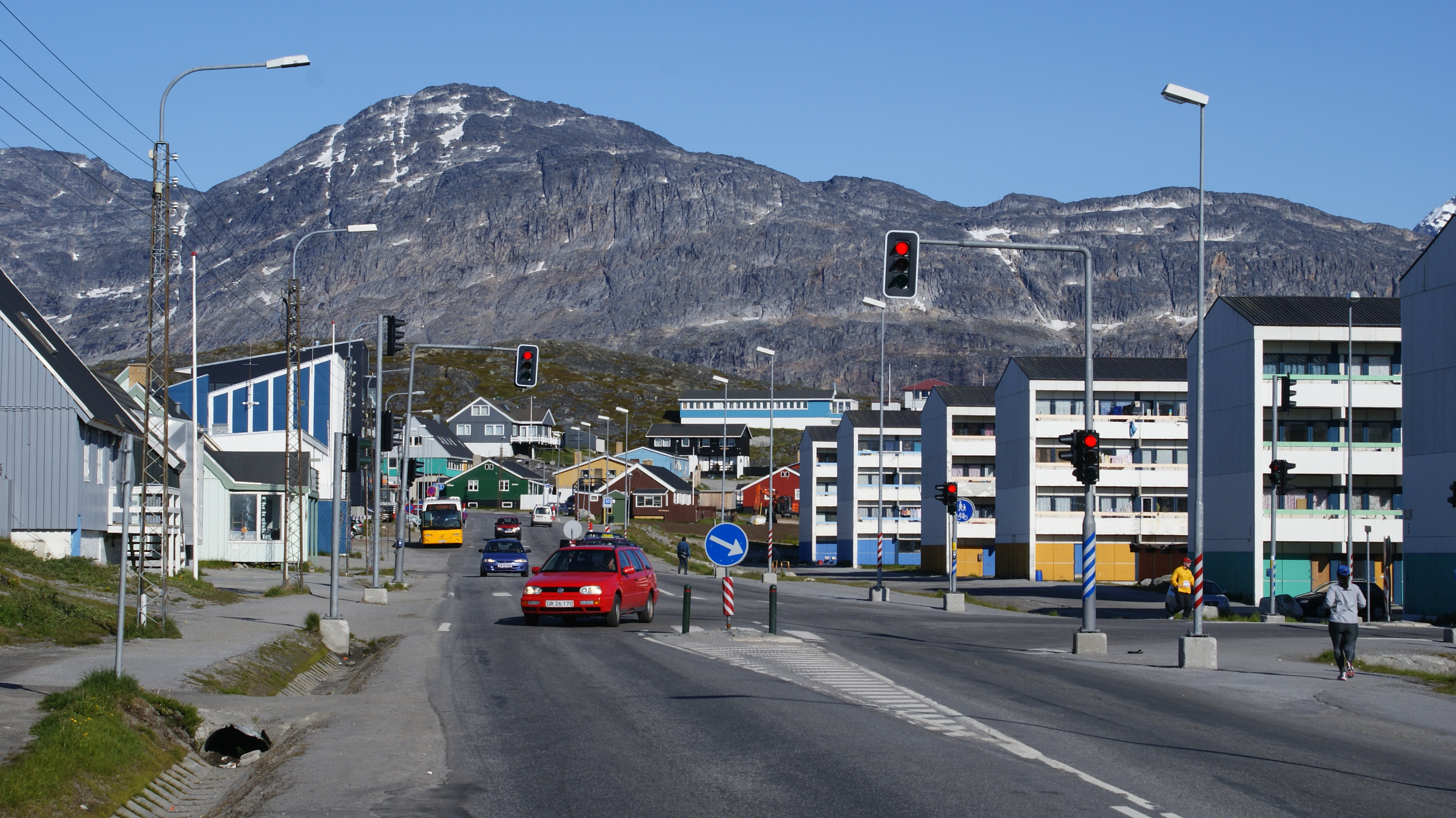
Het centrum van de stad.

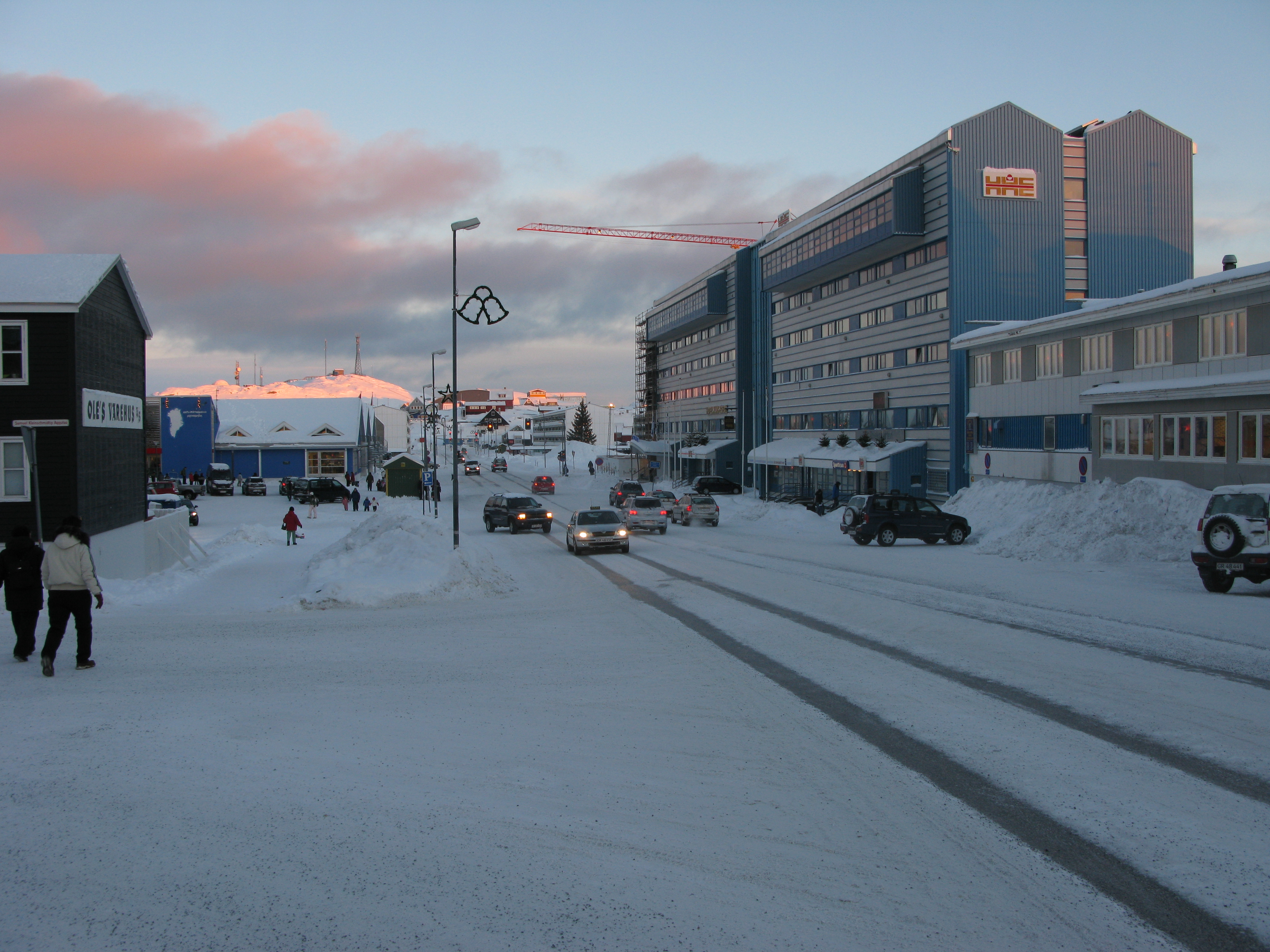
De stad in de winter.

Nuuk (Deens: Godthåb) is de hoofdstad van Groenland en veruit de grootste stad van het land. Op 1 januari 2009 is de gemeente Nuuk opgeheven en opgegaan in de gemeente Sermersooq. Op 1 januari 2024 had de stad 19.872 inwoners en daarmee meer dan een derde van alle inwoners van Groenland.
Nuuk betekent "landtong" in het Groenlands. Godthåb, de Deense naam voor de stad, betekent "Goede hoop". Nuuk ligt aan het Nuup Kangerlua fjord, aan de zuidwestkust van Groenland.

## Geschiedenis van Nuuk
De hedendaagse nederzetting stamt uit 1721 toen de Noorse zendeling Hans Egede de eerste permanente Europese kolonie en handelspost stichtte op het nabije "Hoop-Eiland". De bedoeling van Egede was het bekeren van de Noorse kolonisten, maar hij ontdekte dat die waren uitgestorven. Bovendien bleek het een ongeschikte plaats te zijn voor een nederzetting en op 29 augustus 1728 werd Godthåb gesticht.
In 1874 werd Godthåb een onderwijscentrum met de opening van de Groenlandse kweekschool (pedagogische academie). De universiteit, Ilisimatusarfik, is hier ook gevestigd.
In 1908 werd een nieuwe bestuurlijke regeling van kracht die voorzag in de oprichting van twee regionale (parlementaire) vergaderingen. Deze werden na de Tweede Wereldoorlog verenigd en in Godthåb gevestigd. Het was daarom logisch dat na de status aparte van Groenland in 1979 het Groenlandse parlement, het Landsting, ook in Godthåb werd gevestigd. Tevens werd de naam toen veranderd in het Groenlandse Nuuk.
Op 14 maart 1970 kostte een explosie in het flatgebouw 'blok 5' aan 11 mensen het leven.
Vanaf 2005 is de stad begonnen met het ontwikkelen van de uitbreidingswijk Qinngorput die op enige afstand van de stad is gelegen. De wijk moet uiteindelijk circa 1.200 huizen gaan tellen. Ondanks dat Nuuk de hoofdstad is van een zeer dunbevolkt land kampt de stad zelf met enig ruimtegebrek. In het beleidsplan van de stad (Kommuneplan 2028) wordt gesproken over stadsuitbreidingen richting de eilanden ten zuiden van Nuuk door deze met bruggen te verbinden met de stad.

## Toerisme
De plaats is een startpunt voor allerlei outdooractiviteiten. Zo zijn er twee skiliften tegenover de luchthaven, naar verluidt 's werelds moeilijkste golfbaan, diverse tracks voor hikers en in de buurt zijn er visstekjes. Ook klimmers kunnen er terecht. Daarnaast zijn er onder andere een zwembad, Malik genaamd, een cultureel centrum en bioscoop genaamd Katuaq en diverse musea.

## Vervoer
De stad heeft een internationale luchthaven op ongeveer 3 km van het centrum (Bycenter) vandaan. Air Greenland voert 6 dagen per week vluchten uit met de De Havilland Canada DHC-7 naar o.a. Sisimiut, Narsarsuaq, Kangerlussuaq, Ilulissat en Kulusuk. Icelandair vliegt in de zomermaanden een verbinding naar Reykjavik met een De Havilland Canada DHC-8.
De Groenlandse steden worden niet met elkaar verbonden door wegen. Royal Arctic Line voert wekelijks vaarten uit naar de kleinere plaatsen in de omgeving. Daarnaast vaart Arctic Umiaq Line met een boot langs de Groenlandse westkust.
In Nuuk rijdt Nuup Bussii van 's ochtends vroeg tot 's avonds laat op diverse routes tussen het stadscentrum (Bycenter), de buitenwijken Nuussuaq en Qinngorput, het vliegveld en de Atlantische haven.

## Energie
Nuuk wordt van energie voorzien door de waterkrachtcentrale Buksefjord, circa 48 kilometer van de stad. De centrale en de stad worden met elkaar verbonden door een hoogspanningsleiding, waarbij de Ameralikfjord wordt gepasseerd met een overspanning van ruim 5.300 meter.

## Sport
Nuuk heeft 3 grote omnisportclubs:
- Nuuk Idraetslag: voetbal en handbal
- B-67: voetbal, handbal en badminton
- Grønlands Seminarius Sportklub: voetbal en handbal

B-67 won de Groenlandse voetbalcompetitie dertien keer, gevolgd door Nagdlunguaq-48. De Coca Cola GM wordt elk jaar in twee weken afgewerkt.

## Gezondheid
In Nuuk ligt het Koningin Ingridziekenhuis.

## Geboren in Nuuk
- Jesper Grønkjær (1977), Deens voetballer
- Nive Nielsen (1979), Groenlandse zangeres en actrice

## Stedenbanden
- Aalborg (Denemarken), sinds 2002
- Cuxhaven (Duitsland)
- Huddinge (Zweden)
- Lyngby-Taarbæk (Denemarken)
- Reykjavik (IJsland)
- Ushuaia (Argentinië)
- Vantaa (Finland), sinds 1965

## Trivia
- In Nuuk bevinden zich de enige vier verkeerslichten van Groenland.[(sinds) wanneer?]

Voormalige landsdelen: Kitaa  · Tunu  · Avannaa

Voormalige gemeenten: Aasiaat  · Ammassalik · Ilulissat · Ittoqqortoormiit  · Ivittuut · Kangaatsiaq  · Maniitsoq · Nanortalik · Narsaq · Nuuk · Paamiut · Qaanaaq · Qaasuitsup · Qaqortoq · Qasigiannguit · Qeqertarsuaq · Sisimiut · Upernavik · Uummannaq
- Gemeinsame Normdatei: 671310-5
- Library of Congress Control Number: n79120638
- MusicBrainz: ca30356e-58c7-4a76-baf1-088bd4bdc120
- National Archives and Records Administration: 10037245
- Nationale Bibliotheek van Israël: 987007552521805171
- Système universitaire de documentation: 09636596X
- Virtual International Authority File: 124325457
- WorldCat: E39PBJqKfvtH77fQrjBW4tJMT3